# Crisicoccus tristaniae
Crisicoccus tristaniae är en insektsart som beskrevs av Williams 1985. Crisicoccus tristaniae ingår i släktet Crisicoccus och familjen ullsköldlöss. Inga underarter finns listade i Catalogue of Life.